# Фея Изумрудного города
«Фея Изумрудного города» — повесть Сергея Сухинова (1997) на основе сказки «Волшебник Изумрудного города» Александра Волкова (являющейся вольным пересказом сказки «Удивительный волшебник страны Оз» Фрэнка Баума 1900 года). Произведение находится на стыке жанров сказки и фэнтези.
Является второй книгой цикла из десяти повестей Сухинова, образующих серию «Миры Изумрудного города» (1997—2003). Десятикнижие связано единым сюжетом о борьбе героев Волшебной страны против властелина Тьмы, могущественного колдуна Пакира.
Цикл Сухинова написан как развитие и переосмысление первой из шести сказок Волкова об Изумрудном городе; все последующие сказки Волкова в книжном цикле Сухинова не учитываются.

## История создания
Ранняя редакция сказки «Фея Изумрудного города» впервые публиковалась в 1997 году в журнале «Наука и жизнь», сюжет включал также элементы сказки «Дочь Гингемы». Книжное издание обеих сказок увидело свет в 1997 году в издательстве «Армада» в виде первых двух томов будущего десятикнижия. Переработанное издание вышло в 2015 году в издательстве «Альфа-книга».

## Сюжет
Пожилая Элли приезжает в Канзас, желая умереть в доме своих родителей. В своём старом доме она встречает эльфов по главе с Логиной, которые просят помощи в поиске Волшебной страны.
Разочарованная в жизни Элли соглашается помочь им и Логина возвращает ей молодость — но только на пять дней. Эльфы и Элли отправляются на ферму дядюшки Рольфа, так как туда ведёт след смерча, унёсшего жизни её родителей и на ферме встречает трёх говорящих кукол: Рози, Родни и Тома. Элли удивляется наличию живых игрушек не в Волшебной стране, и от них узнаёт о некоей злой колдунье, которая хочет убить Элли.
Внезапно возле дома обнаруживаются ещё трое незнакомцев, которые также ищут путь в Волшебную Страну: говорящий пёс Полкан, конь Джердан и мальчик-калека Дональд, передвигающийся с помощью костылей. Сразу после встречи на ферму дядюшки Рольфа с глиняными големами нападает злая колдунья. К счастью на помощь Элли приходит Виллина, передавая на время часть своей волшебной силы и злая колдунья покинула поле боя, а от её войска остался только один глиняный голем, который пообещал помочь им дойти до Волшебной страны. Элли ничего не осталось кроме как согласиться и пойти с ними.
Возле Камней Гингемы Логину уже ждал Сказочный народ, и тут выяснилось, что этот голем и есть та самая злая колдунья в ином обличье. Она пытается убить Элли но ей на помощь приходит великан по имени Дурбан, который и разбивает голема дубиной.
Камни Гингемы некоторое время удерживают всех и тогда Элли решает попробовать разомкнуть заклинание попросив Дурбана подвинуть камень. План срабатывает и Дурбан вместе с Элли и её компаньонами попадает в Волшебную страну, но на границе им встречается отряд Марранов, которым командует Железный Дровосек и Корина, та самая колдунья что хотела убить Элли на ферме.
Элли спрашивает Дровосека почему он её не узнал, но Корина и его каменное сердце заставила его поверить, что это самозванка и Корина заклинанием спускает каменную лавину на путников.
Им удаётся уцелеть только благодаря Дурбану и они притворились мёртвыми, а Корина тем временем своей магией возвращает Камень Гингемы на место, обрекая Сказочный народ на погибель от голода и жары.
Оставив раненого великана с едой в долине, Дональд и Элли решают пойти в Волшебную страну единственным оставшимся путём через Ущелье Черных драконов. Притворившись волшебницей Элли обманула драконов стражей и в башне Торна Дональд смог найти волшебную трубу, которая помогла им безопасно добраться до границ Розовой страны. Розовая страна оказалась скрыта магическим барьером Корины и им ничего не оставалось кроме как идти в Фиолетовую страну за помощью к Железному Дровосеку.
Дровосек притворился больным и позвал механика Бака посмотреть своё сердце. Бак испугался, что его казнят, пошёл к Корине и взял у неё из покоев настоящее сердце Дровосека. Дровосек поправился, осознал, что Элли была настоящей и заподозрил неладное в отношении Корины. Корина немедленно вставила в его сердце заколдованную булавку Гингемы, чтобы Дровосек заболел и она могла бы заниматься поисками Элли без помех. Для отвода глаз она всё же разослала гонцов с поисками механика, способного выяснить причину недуга.
Под таким предлогом Дональд вошёл в покои дровосека под именем Рост и вынул заколдованную булавку из его сердца. Но Корина сразу же поняла, что перед не не мигун и, прячась во дворце, ждала момента, чтобы выведать у Дональда — где Элли. Дональд отказывается выдавать подругу, и тогда Корина с помощью магии полностью вылечила его больную ногу, после чего пообещала оставить это навсегда и даже сделать его лицо красивым, и поколебавшись Дональд соглашается (взяв с Корины твёрдое обещание — что она оставит Элли в живых и вернёт её домой в США) и устраивает Элли ловушку, заманив её на лесную поляну, которая сразу же оказывается окружена невидимой магической стеной. Однако, когда Корина отправилась туда, в её карету прыгнул её волк Нарк, и Дональд (единственный заметивший это), сразу понял, что чародейка обманула его и не собирается оставлять Элли в живых. Раскаявшийся Дональд вынул булавку из сердца Дровосека, при этом рассказав ему о грозящей Элли опасности. После чего Дональд с помощью подзорной трубы Торна спешно отправился в Розовую страну — чтобы рассказать обо всём Стелле.
В это время Элли, понявшая, что Дональд её предал и заманил в ловушку Корины, успела выучить одно заклинание из книги Торна, которое может отменить любое другое и Корина ничего ей не смогла сделать. Тогда чародейка позволила Нарку напасть на неё и загрызть, и отвернулась — чтобы этого не видеть. Но она не знала, что на помощь Элли явился лично Дровосек, пинком отшвырнувший волка, который ударился о валун головой и потерял сознание (хотя увидевшая лежащего без движения Нарка чародейка решила — что Дровосек зарубил её зверя). Корина пытается оправдаться перед Дровосеком, но тот протянул ей ладонь со стоявшим на ней крошечным Дромом, который и рассказал своему другу Дровосеку всю правду. Дровосек угрожающе велел Корине убираться из Волшебной Страны, и чародейке пришлось бежать с поляны. При помощи подлетевшего Варага она подожгла лес, надеясь сжечь Дровосека и Элли, и отправилась в Изумрудный город готовиться к войне. А Дровосек с трудом смог спасти задыхающуюся Элли и принёс её в свой дворец.
Тем временем срок магии Логины закончился и Элли приготовилась к старению, но ей на помощь пришла срочно прибывшая в Фиолетовую страну Стелла, которая одарила её вечной молодостью. Власть Корины в Фиолетовой стране была окончена и Страшила с Дромом смогли вернуться к друзьям. Дровосек и остальные спешно готовятся к последнему бою с войском Корины. 
Битва за Изумрудный город закончилась магическим поединком Корины и Элли, но прибывший туда Дональд (которого Корина сделала красавцем, не требуя взамен ничего) остановил битву, заступился за Элли и уговорил соперниц разойтись миром. Элли поверила ему и Дональд вместе с Варагом и Кориной отправились в ущелье, чтобы охранять Волшебную страну от чудовищ вместе с чёрными драконами.
Благодарные жители провозгласили Элли Феей Изумрудного города. Элли же, стоя перед жителями, продолжала настаивать, что она никакая не фея, а самая обычная девочка. Тогда один из жителей предложил ей доказать это, и Элли, пожелав наколдовать себе новое платье и произнеся первую пришедшую ей в голову тарабарщину, действительно сотворила себе красивый зелёный наряд феи Изумрудного города. Поняв, что Виллина передала ей часть своей волшебной силы, девочка со слезами радости посмотрела на небо, где виднелось золотистое облако.

## Литературная критика
По мнению профессора Сиракузского университета Эрики Хабер, занимающейся изучением литературного наследия «Озианы» Фрэнка Баума и в том числе его последователей из России — А. Волкова, С. Сухинова, Л. Владимирского и др., Волшебная страна Сергея Сухинова характеризуется более сильным погружением в метафизику, в извечную тему противостояния добра и зла. Э. Хабер проводит параллели между творчеством С. Сухинова и таких авторов как Дж. Р. Р. Толкин, Л. Кэрролл, братья Стругацкие.

## Переводы
Сказка «Фея Изумрудного города» была переведена на английский язык Питером Блайстоуном в 2013 году в комплекте с другими повестями Сергея Сухинова.

## Театральные постановки
Спектакль по сказке «Фея Изумрудного города» (инсценировка О. Огоньковой) успешно идёт на сцене театра «Артель» в Подольске с 2011 года.